# Jukola 1951
Im Rahmen der Jukola-Orientierungslaufstaffel 1951 fanden die 3. Jukola-Staffel und der 1. Venla-Einzellauf in Hollola auf dem Flugplatz Hollola statt.

## Übersicht
Die Jukola-Staffel (finnisch Jukolan viesti) für Herren gewann der finnische Verein IK Örnen vor der schwedischen Staffel vom IF Goterna. Platz drei ging an die Helsingin Toverit vor dem Sieger der ersten beiden Jukola-Staffeln Helsingin Suunnistajat. Im Rennen hatte nach dem ersten Wechsel Esbo IF die Führung übernommen, vor dem Wechsel auf die fünfte Runde betrug der Vorsprung Esbos fast 18 Minuten auf den Zweiten Helsingin Toverit. Ensio Ikonen brachte die Toverit nun 16 Minuten vor Esbo in Front. Auf Platz drei folgte mit über 40 Minuten Rückstand Tapanilan Erä. Auf dem fünften Staffelabschnitt rückte das Feld wieder näher zusammen, die Toverit führten mit knapp sechs Minuten vor Esbo. Nach der vorletzten Bahn hatten die Toverit ihren Vorsprung auf 22 Minuten ausgebaut, auf den Plätzen folgten die Suunnistajat und Örnen. Leo Backman führte als Schlussläufer Örnen nun noch auf den ersten Rang mit einem Vorsprung von 5:57 Minuten auf IF Goterna. Die Toverit wurden Dritte vor den Suunnistajat.
Den ersten Venla-Einzellauf (finnisch Venlojen juoksu) für Damen gewann Irja Petäjä von Epilän Esa vor Kerttu Palenius (Tapanilan Erä) und Pirkko Niemi (Helsingin Suunnistajat).
Ausrichtender Verein war Lahden Suunnistajat -37.

## Jukola
| \| # \| Länge \| \| ------ \| ------- \| \| 1 \| 11,0 km \| \| 2 \| 9,0 km \| \| 3 \| 10,0 km \| \| 4 \| 8,0 km \| \| 5 \| 12,0 km \| \| 6 \| 7,0 km \| \| 7 \| 13,0 km \| \| \| \| \| Gesamt \| km \| | - Startzeit: - Sonnenunter-/aufgang: - Startende Mannschaften: 71 - Mannschaften im Ziel: 37 |
| # | Länge                                                                                        |
| 1 | 11,0 km                                                                                      |
| 2 | 9,0 km                                                                                       |
| 3 | 10,0 km                                                                                      |
| 4 | 8,0 km                                                                                       |
| 5 | 12,0 km                                                                                      |
| 6 | 7,0 km                                                                                       |
| 7 | 13,0 km                                                                                      |
| |                                                                                              |
| Gesamt | km                                                                                           |

### Endergebnis
| Platz | Verein                   | Athleten                                                                     | Zeit       |
| ----- | ------------------------ | ---------------------------------------------------------------------------- | ---------- |
| 1     | IK Örnen                 | H. Sell K.-E. Sjödahl R. Sell – S.-E. Fagerholm Birger Malmström Leo Backman | 12:54:42 h |
| 2     | IF Goterna               | Nils Wåhlen – S. Larsson – B. Ström K. Hurtig B. Pehrsson                    | 13:00:39 h |
| 3     | Helsingin Toverit        | Hannu Koskivuori – G. Telkkinen Ensio Ikonen – E. Vepsäläinen –              | 13:06:09 h |
| 4     | Helsingin Suunnistajat   | E. Kupiainen Matti Salmenkylä O. Mäenpää – Arvo Ek J. Salmenkylä E. Aro      | 13:10:40 h |
| 5     | Helsingin Suunnistajat 2 | P. Kapanen – Runo Harmo M. Niemi Kalevi Kapanen Pentti Salpakivi E. Virtanen | 13:14:10 h |
| 6     | Esbo IF                  | K. Lindholm N. Huttunen –                                                    | 13:19:15 h |
| 7     | IF Sibbo-Vargarna        | H. Åström – Bertel Stellberg L. Lönnkvist – Ragnar Holst –                   | 13:21:08 h |
| 8     | Hyvinkään Tahko          | E. Saarinen –                                                                | 13:41:12 h |

## Venla
| Platz | Athletin, Verein                     | Zeit      |
| ----- | ------------------------------------ | --------- |
| 1.    | Irja Petäjä, Epilän Esa              | 1:12:12 h |
| 2.    | Kerttu Palenius, Tapanilan Erä       | 1:17:14 h |
| 3.    | Pirkko Niemi, Helsingin Suunnistajat | 1:21:50 h |
| 4.    | Aino Lehtonen, Järvenpään Palo       | 1:23:18 h |
| 5.    | Pirkko Aarnihonka, Suunta-Veikot     | 1:23:52 h |
| 6.    | Saimi Nummi, Suunta-Veikot           | 1:32:12 h |
| 7.    | Meeri Laitinen, Helsingin Toverit    | 1:33:32 h |
| 8.    | Terttu Merilehti, Pitäjänmäen Tarmo  | 1:33:43 h |

Venla-Einzellauf:

Länge: 6,5 km